# Vox (Partei)
Vox (Latein für „Stimme“) ist eine nationalkonservative, rechtspopulistische und europaskeptische Partei in Spanien, die im Dezember 2013 von früheren Mitgliedern der Partido Popular (PP) gegründet wurde. Sie lehnt die Autonomierechte der spanischen Regionen ab und strebt stattdessen eine zentralistische Verfassung an; sie lehnt Immigration und Feminismus ab. In spanischen Medien wird sie teilweise als rechtsextrem eingestuft.

## Gründung
Am 16. Januar 2014 wurde Vox offiziell bei einer Pressekonferenz in Madrid vorgestellt. Die Gründe für die Abspaltung waren laut eigener Angabe die nachgiebige Art, mit der die PP mit der baskischen Terrororganisation ETA umgeht. Zusätzlich stand auch der Wunsch nach einem zentralisierten System in Spanien im Vordergrund, das im Gegensatz zum quasi-föderalistischen System der autonomen Gemeinschaften Spaniens von 1978 stehen soll.

## Programmatik
Die Partei fokussierte sich anfangs auf Zentralismus, also die Ablehnung der Autonomierechte von Regionen wie dem Baskenland und Katalonien und wirtschaftsliberale Programmatik. Sie tätigte dann aber zunehmend islam- und migrationskritische Aussagen und kritisiert den Multikulturalismus.
Vox hängt ferner dem Antifeminismus an, bezeichnet aus ihrer Sicht radikale Feministinnen als „Feminazi“ und fordert unter anderem die Aufhebung von spezifischen Gesetzen zu Gewalt gegen Frauen, um diese stattdessen durch geschlechtsneutrale Gesetze gegen Gewalt in der Familie zu ersetzen. Aus Sicht der Partei widerspricht die derzeitige Gesetzgebung dem in der spanischen Verfassung verankerten Grundsatz der Gleichberechtigung. Vox vertritt eine ablehnende Haltung gegenüber Abtreibungen und gleichgeschlechtlichen Ehen.
Im Wahlkampf zu den spanischen Parlamentswahlen 2019 forderte Vox ein liberaleres Waffengesetz und präzisierte im weiteren Verlauf, dass man Gesetze verabschieden wolle, die es Bürgern erlauben sollen, sich auf ihrem Grund gegen vermeintliche Einbrecher, nötigenfalls mit Waffengewalt, zur Wehr zu setzen. Ferner kündigte Vizepräsident Manuel Mariscal in einer Parteisitzung an, „im Falle eines Wahlsieges“ einen privaten TV-Sender schließen zu wollen, der kritisch über Vox berichtet hatte. Parteichef Abascal widersprach umgehend und verwies lediglich auf eine geplante Schließung von öffentlich-rechtlichen Rundfunkanstalten in den autonomen Gemeinschaften. Weiters kündigte Vox auch die Verschärfung der Grenzsicherung an, unter anderem wolle man Mauern errichten, um die Einwanderung in die spanischen Exklaven Ceuta und Melilla zu unterbinden.
In Bezug auf Hausbesetzungen ist der Standpunkt der Partei, dass man die Besetzer in weniger als 24 Stunden aus den Wohnungen befördert, wenn nachgewiesen ist, dass es einen rechtmäßigen Eigentümer gibt, der seines Eigentums beraubt wurde.
Nachdem ihre eigene Demonstration gegen die Energiepreis-Erhöhungen am 19. März 2022 nur einige wenige Tausend Anhänger mobilisiert hatte, solidarisierte sich am 20. März 2022 Vox mit einer Demonstration der „Ländlichen Allianz“ mit über 150.000 Teilnehmern in Madrid, die sich gegen die in Folge des Ukraine-Krieges 2022 verschärften Benzinpreis-Erhöhungen richtete.

## Vorstand
Der erste Parteivorsitzende war der Philosoph José Luis González Quirós. Der derzeitige Präsident der Partei ist seit September 2014 Santiago Abascal Conde. Andere Mitglieder sind Iván Espinosa de los Monteros und José Antonio Ortega Lara.
Santiago Abascal wurde am 5. März 2016 und am 7. März 2020 als Präsident wiedergewählt.

## Wahlen

### Frühe Wahlen
Die Partei stand das erste Mal bei der Europawahl in Spanien 2014 zur Wahl, konnte jedoch mit ca. 1,56 % keinen Sitz gewinnen.

Stimmenanteile der Vox bei der Europawahl 2014 in Spanien.

Bei den Parlamentswahlen 2015 und 2016 erreichte die Partei jeweils 0,2 %.

### Wahlen ab 2018
Bei den Regionalwahlen in Andalusien 2018 zog die Partei erstmals in das Regionalparlament ein und konnte mit einem Stimmenanteil von 11 Prozent 12 Sitze erringen. In Folge der Wahlen wurde Vox in die Bildung der neuen Regionalregierung involviert. Um einen Machtwechsel herbeizuführen, entschlossen sich sowohl der Partido Popular, als auch die als zentristisch geltende Partei Ciudadanos, zu der Bildung einer Minderheitsregierung unter der Führung von Juan Manuel Moreno Bonilla und der Duldung von Vox. Im Gegenzug wurden Kompromisse bezüglich der politischen Positionen gemacht.
Bei den Spanischen Parlamentswahlen im April 2019 konnte sie 10,3 Prozent der Stimmen und 24 Mandate erzielen, bei der Neuwahl, den Spanischen Parlamentswahlen im November 2019, erzielten sie 15,1 Prozent der Stimmen und 52 Mandate. Bei der Wahl zum EU-Parlament 2019 erzielte die Partei 6,2 Prozent und zog mit drei Abgeordneten zum ersten Mal ins EU-Parlament ein und wurde dort Mitglied der Fraktion der Europäischen Konservativen und Reformer (EKR).
Zudem gelang Vox bei mehreren Wahlen zu Regionalparlamenten im Jahr 2019 der Einzug in diese. Seitdem sitzen Abgeordneten der Vox als Oppositionelle in den Regionalparlamenten von Aragonien, Asturien, der Balearischen Inseln, Kantabrien, Kastilien und León und Valencia. In den Regionen Madrid und Murcia wählten Abgeordnete der Vox wiederum die Kandidaten der PP (Isabel Díaz Ayuso und Fernando López Miras) gemeinsam mit Ciudadanos zu den neuen Regionalpräsidenten.
Bei den Wahlen zum Regionalparlament in Katalonien am 14. Februar 2021 erzielte die Partei 7,69 Prozent der Stimmen und 11 Mandate.
Bei den vorgezogenen Wahlen der Region Madrid am 4. Mai 2021 erzielte Vox 9,13 % der Stimmen und 13 Mandate.

## Finanzierung
Der Wahlkampf der Partei Vox bei den Europawahlen im Jahr 2014 wurde zu 80 Prozent vom Nationalen Widerstandsrat des Iran in Höhe von 800.000 Euro finanziert. Die finanziellen Mittel in den Gründungsjahren 2013 und 2014 bestanden zu über 80 % aus Spenden, die der Nationale Widerstandsrat des Irans bei seinen Mitgliedern für die Partei sammelte. Alejo Vidal-Quadras Roca, Mitbegründer von Vox, war in seiner Zeit als Europa-Abgeordneter maßgeblich daran beteiligt gewesen, dass die Volksmudschahedin, eine Schwesterorganisation des Nationalen Widerstandsrats, von der Europäischen Liste der terroristischen Vereinigungen gestrichen wurde.
In der Bilanz des Jahres 2019 hat die Partei ihr bisher bestes Ergebnis ausgewiesen. Die Einnahmen haben sich um das Siebenfache multipliziert (10,7 Millionen Euro im Gegensatz zu 1,5 Millionen Euro in 2018) und das Nettovermögen beläuft sich auf 5,9 Millionen Euro im Gegensatz der 1,1 Millionen Euro im Jahr 2018. Laut der Bilanz des Jahres 2020 belief sich das Nettovermögen der Partei am 31. Dezember 2020 auf 11,5 Millionen Euro. Die Einnahmen des Jahres 2020 beliefen sich auf fast 15 Millionen Euro.

## Mitglieder
| Jahr | Zugänge | Abgänge | Mitglieder am 31. Dezember |        |
| ---- | ------- | ------- | -------------------------- | ------ |
| 2016 |         |         | 03.496                     | [ 40 ] |
| 2017 | 2.045   | 569     | 04.792                     | [ 40 ] |
| 2018 | 20.153  | 1.102   | 23.843                     | [ 41 ] |
| 2019 | 29.927  | 1.363   | 52.407                     | [ 41 ] |
| 2020 | 17.253  | 7.286   | 62.374                     | [ 1 ]  |

## Wahlergebnisse
| Jahr | Region              | Stimmen | Anteil  | Mandate | Platz |
| ---- | ------------------- | ------- | ------- | ------- | ----- |
| 2018 | Andalusien          | 396.607 | 11,0 %  | 12/109  | 5.    |
| 2019 | Aragonien           | 40.671  | 6,1 %   | 3/67    | 6.    |
| 2019 | Asturien            | 34.210  | 6,4 %   | 2/45    | 7.    |
| 2019 | Balearen            | 34.871  | 8,1 %   | 3/59    | 6.    |
| 2020 | Baskenland          | 17.569  | 1,9 %   | 1/75    | 6.    |
| 2019 | Ceuta               | 7.566   | 22,4 %  | 6/25    | 3.    |
| 2019 | Extremadura         | 28.992  | 4,7 %   | 0/65    | 5.    |
| 2020 | Galicien            | 26.485  | 2,0 %   | 0/75    | 5.    |
| 2019 | Kanaren             | 22.021  | 2,5 %   | 0/70    | 7.    |
| 2019 | Kantabrien          | 16.496  | 5,1 %   | 2/35    | 5.    |
| 2019 | Kastilien-La Mancha | 75.813  | 7,0 %   | 0/33    | 4.    |
| 2022 | Kastilien-León      | 212.605 | 17,64 % | 13/81   | 3.    |
| 2021 | Katalonien          | 218.364 | 7,7 %   | 11/135  | 4.    |
| 2019 | La Rioja            | 6.314   | 3,9 %   | 0/33    | 6.    |
| 2021 | Madrid              | 333.403 | 9,2 %   | 13/136  | 4.    |
| 2019 | Melilla             | 2.655   | 7,8 %   | 2/25    | 4.    |
| 2019 | Murcia              | 61.998  | 9,5 %   | 4/45    | 4.    |
| 2019 | Navarra             | 4.546   | 1,3 %   | 0/50    | 7.    |
| 2019 | Valencia            | 281.608 | 10,6 %  | 10/99   | 5.    |

| Jahr        | Stimmen   | Anteil | Mandate | Platz |
| ----------- | --------- | ------ | ------- | ----- |
| 2015        | 58.114    | 0,2 %  | 0/350   | 15.   |
| 2016        | 47.182    | 0,2 %  | 0/350   | 13.   |
| 2019 (Apr.) | 2.688.092 | 10,3 % | 24/350  | 5.    |
| 2019 (Nov.) | 3.640.063 | 15,1 % | 52/350  | 3.    |

| Jahr | Stimmen   | Anteil | Mandate | Platz |
| ---- | --------- | ------ | ------- | ----- |
| 2014 | 246.833   | 1,6 %  | 0/54    | 11.   |
| 2019 | 1.393.684 | 6,2 %  | 4/59    | 5.    |